# 26557 Aakritijain
26557 Aakritijain è un asteroide della fascia principale. Scoperto nel 2000, presenta un'orbita caratterizzata da un semiasse maggiore pari a 2,7304667 UA e da un'eccentricità di 0,1061991, inclinata di 3,90176° rispetto all'eclittica.